# Platonischer Körper

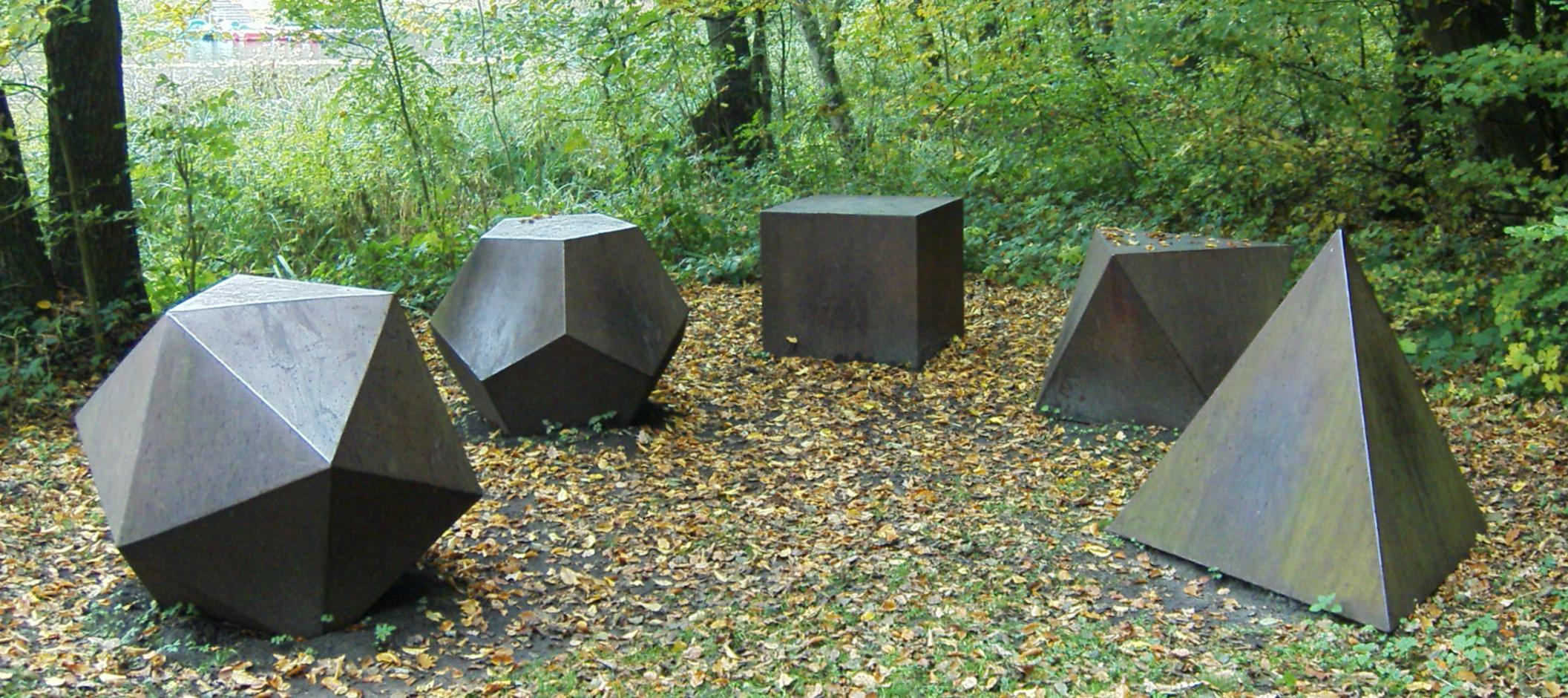
Die fünf platonischen Körper als Kunstobjekte im Park Bagno Steinfurt

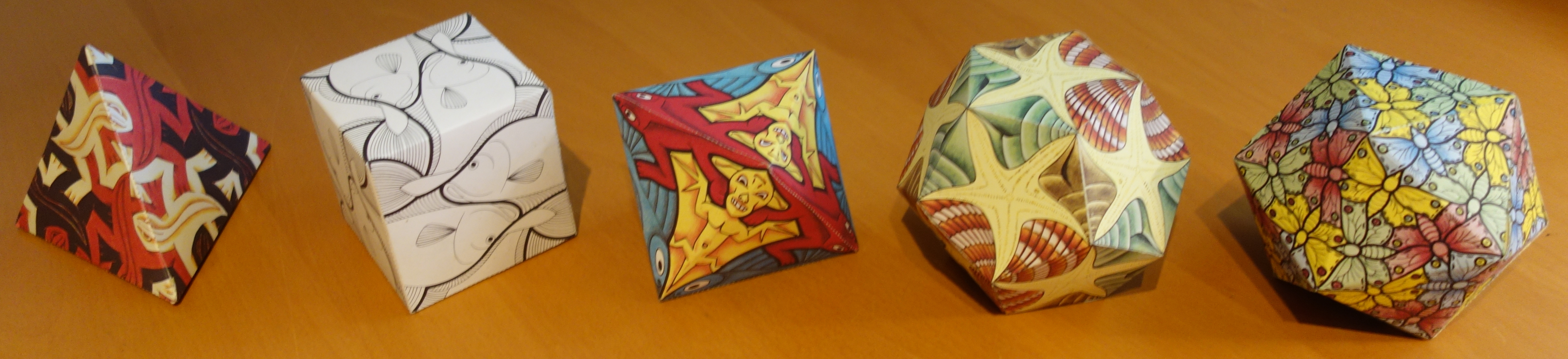
Die fünf platonischen Körper mit Motiven des Künstlers M. C. Escher

Die platonischen Körper (nach dem griechischen Philosophen Platon) sind die Polyeder mit größtmöglicher Symmetrie. Jeder von ihnen wird von mehreren deckungsgleichen (kongruenten) ebenen regelmäßigen Vielecken begrenzt. Eine andere Bezeichnung ist reguläre Körper (von lateinisch corpora regularia).
Es gibt fünf platonische Körper. Ihre Namen enthalten die griechisch ausgedrückte Zahl ihrer begrenzenden Flächen und eder als Abwandlung des griechischen Wortes ἕδρα hedra (siehe auch Polyeder), deutsch (Sitz-)Fläche.
- Tetraeder (Vierflächner, Oberfläche aus vier Dreiecken)
- Hexaeder (Sechsflächner, Oberfläche aus sechs Quadraten) – der Würfel
- Oktaeder (Achtflächner, Oberfläche aus acht Dreiecken)
- Dodekaeder (Zwölfflächner, Oberfläche aus zwölf Fünfecken) – auch Pentagondodekaeder genannt, um auf die Oberfläche aus Fünfecken als seine Besonderheit hinzuweisen
- Ikosaeder (Zwanzigflächner, Oberfläche aus zwanzig Dreiecken)

Die platonischen Körper sind konvex. In jeder Ecke des Körpers treffen jeweils gleich viele gleich lange Kanten zusammen, an jeder Kante treffen sich zwei deckungsgleiche Flächen, und jede Fläche hat gleich viele Ecken. Es ist also nicht möglich, irgendwelche zwei Körperecken, Kanten und Flächen aufgrund von Beziehungen zu anderen Punkten des Polyeders voneinander zu unterscheiden.
Alternativ lassen sich die platonischen Körper definieren als diejenigen Polyeder, für die es zu einem beliebigen Paar von Seitenflächen, Kanten oder Ecken immer eine Symmetrieabbildung gibt, die diese Flächen, Kanten oder Ecken vertauscht. Dies ist gemeint mit der größtmöglichen Symmetrie.
Verzichtet man auf die Ununterscheidbarkeit der Flächen und Kanten, spricht man von archimedischen Körpern. Verzichtet man dagegen auf die Ununterscheidbarkeit der Ecken und Kanten, spricht man von catalanischen Körpern. Verzichtet man auf die Konvexität, spricht man von regulären Polyedern und schließt damit die Kepler-Poinsot-Körper ein.

## Übersicht
| Die fünf platonischen Körper                                                     | Tetraeder              | Hexaeder | Oktaeder               | Dodekaeder           | Ikosaeder              |
| -------------------------------------------------------------------------------- | ---------------------- | -------- | ---------------------- | -------------------- | ---------------------- |
|                                                                                  |                        |          |                        |                      |                        |
| Art der Seitenflächen                                                            | gleichseitige Dreiecke | Quadrate | gleichseitige Dreiecke | regelmäßige Fünfecke | gleichseitige Dreiecke |
| Anzahl der Ecken/Kanten einer Fläche                                             | 3                      | 4        | 3                      | 5                    | 3                      |
| Anzahl der Flächen/Kanten in einer Ecke                                          | 3                      | 3        | 4                      | 3                    | 5                      |
| Anzahl der Ecken                                                                 | 4                      | 8        | 6                      | 20                   | 12                     |
| Anzahl der Kanten                                                                | 6                      | 12       | 12                     | 30                   | 30                     |
| Anzahl der Flächen                                                               | 4                      | 6        | 8                      | 12                   | 20                     |
| Körpernetz, die Abbildungen zeigen je ein Beispiel aus mehreren möglichen Netzen |                        |          |                        |                      |                        |
| Anzahl verschiedener Körpernetze                                                 | 2                      | 11       | 11                     | 43380                | 43380                  |
| dual zu                                                                          | Tetraeder              | Oktaeder | Hexaeder               | Ikosaeder            | Dodekaeder             |
| Schläfli-Symbol                                                                  | {3,3}                  | {4,3}    | {3,4}                  | {5,3}                | {3,5}                  |

## Eigenschaften
Eine umfassende Darstellung der Eigenschaften der platonischen Körper enthält folgende Aufstellung:
- Die Oberfläche setzt sich aus Flächen zusammen, sie sind Polyeder.
- Sie sind konvex: Es kommen keine einspringenden Ecken oder Kanten vor.
- Alle Kanten haben die gleiche Länge.
- Alle Flächen sind untereinander kongruent: Sie lassen sich durch Drehungen und Verschiebungen ineinander überführen.
- Alle Ecken haben gleiche Flächenwinkel und Kantenwinkel, alle Flächen sind gleichseitig und gleichwinklig.
- Alle Ecken haben denselben Abstand vom Körper-Mittelpunkt.
- Es existiert eine Umkugel, eine Kantenkugel und eine Inkugel.

### Formen der Körperecken
Die Bedingung, dass an einer Körperecke nur gleiche Polygone zusammenstoßen, wird nur von fünf Formen von Ecken erfüllt. Der Beweis dafür findet sich schon bei Euklid. Er beruht auf folgenden Überlegungen:
- Für eine beliebige Körperecke ist die Summe der Innenwinkel aller angrenzenden Flächen kleiner als 360°. Wäre sie genau 360°, würden die Flächen in einer Ebene liegen. Auch bei mehr als 360° wäre keine Ecke möglich.
- Andererseits müssen sich an jeder Körperecke mindestens drei Flächen treffen.

Sind bei einem Körper alle Seitenflächen regelmäßige Dreiecke (Innenwinkel 60°), so können an einer Körperecke drei, vier oder fünf gleichseitige Dreiecke (Winkelsumme 180°, 240°, 300°) zusammentreffen. Bei sechs gleichseitigen Dreiecken ist die Summe 360°, und sie füllen eine Ebene genau aus. Es gibt keinen Winkelrest, den man als Keil aus dieser Ebene ausschneiden und dann die Dreiecke eine Körperecke bilden lassen kann.
Sind die Seitenflächen Quadrate (Innenwinkel 90°), so können nur drei davon eine Ecke bilden (Winkelsumme 270°). Bei vier Quadraten ist die Summe 360°, und diese vier füllen auch eine Ebene genau aus.
Sind die Seitenflächen regelmäßige Fünfecke (Innenwinkel 108°), so können auch nur drei davon eine Ecke bilden (Winkelsumme 324°). Bei vier Fünfecken ist die Summe 432°, also größer als 360°, und sie lassen sich gar nicht auf einer Ebene unterbringen.
Die Summe der Innenwinkel von 6 gleichseitigen Dreiecken, 4 Quadraten, 4 regelmäßigen Fünfecken oder 3 regelmäßigen Sechsecken (oder allen regelmäßigen Flächen mit noch mehr Ecken) sind also bereits 360° oder größer.
Die 360°-Summe der Innenwinkel von sechs gleichseitigen Dreiecken, vier Quadraten und drei regelmäßigen Sechsecken bedeutet, dass eine reguläre Parkettierung der Ebene stattfindet (siehe auch Abschnitt Platonische Körper als reguläre Parkettierungen der Sphäre).
| Polygon                | Innenwinkel         | Polygone pro Ecke und Eck-Summenwinkel / Polyeder mit solchen Ecken | Polygone pro Ecke und Eck-Summenwinkel / Polyeder mit solchen Ecken | Polygone pro Ecke und Eck-Summenwinkel / Polyeder mit solchen Ecken | Polygone pro Ecke und Eck-Summenwinkel / Polyeder mit solchen Ecken | Polygone pro Ecke und Eck-Summenwinkel / Polyeder mit solchen Ecken |
| Polygon                | Innenwinkel         | 3                                                                   | 4                                                                   | 5                                                                   | 6                                                                   | ≥ 7                                                                 |
| ---------------------- | ------------------- | ------------------------------------------------------------------- | ------------------------------------------------------------------- | ------------------------------------------------------------------- | ------------------------------------------------------------------- | ------------------------------------------------------------------- |
| Gleichseitiges Dreieck | 60°                 | 180° / Tetraeder                                                    | 240° / Oktaeder                                                     | 300° / Ikosaeder                                                    | 360°                                                                | >360°                                                               |
| Quadrat                | 90°                 | 270° / Hexaeder                                                     | 360°                                                                | >360°                                                               | >360°                                                               | >360°                                                               |
| Regelmäßiges Fünfeck   | 108°                | 324° / Dodekaeder                                                   | >360°                                                               | >360°                                                               | >360°                                                               | >360°                                                               |
| Regelmäßiges Sechseck  | 120°                | 360°                                                                | >360°                                                               | >360°                                                               | >360°                                                               | >360°                                                               |
| Sieben oder mehr Ecken | 128,57° oder größer | >360°                                                               | >360°                                                               | >360°                                                               | >360°                                                               | >360°                                                               |

### Dualität
Zu jedem konvexen Polyeder lässt sich ein Dualkörper konstruieren. Bei platonischen Körpern erhält man diesen, indem man die Mittelpunkte benachbarter Seitenflächen miteinander verbindet. Duale Körper im engeren Sinne haben dieselbe Kantenkugel. Einander entsprechende Kanten der dualen Körper schneiden sich in einem rechten Winkel in dem Punkt, in dem sie die Kantenkugel berühren.
Somit hat das duale Polyeder genauso viele Ecken, wie das Ausgangspolyeder Flächen hat. Der Dualkörper hat zudem genauso viele Flächen, wie der Ausgangskörper Ecken hat. Letzteres kann man sich räumlich so vorstellen, dass jede vergrößerte Fläche des Dualkörpers eine Ecke des Ausgangskörpers abschneidet. Drittens gilt, dass das Dualpolyeder und sein Ausgangspolyeder die gleiche Anzahl an Kanten haben. Dies lässt sich ebenfalls aus obiger Konstruktion ablesen: Zwei benachbarte Seitenflächen bilden gemeinsam eine Kante des Ausgangspolyeders, und die „Verbindung der zwei Mittelpunkte“ dieser benachbarten Seitenflächen stellt eine Kante des Dualkörpers dar. Man spricht deshalb auch von dimensionsumkehrender Dualität. Und die Inversion des Schläfli-Symbols liefert das dazu duale Polyeder.
Bei den platonischen Körpern, als Untergruppe der konvexen Polyeder, gibt es bezüglich deren Dualkörper noch folgende Besonderheiten: Erstens haben hier Ausgangs- und Dualkörper denselben geometrischen Schwerpunkt. Zweitens ist der Dualkörper eines platonischen Körpers auch selbst ein platonischer Körper. Dabei bilden Hexaeder (Würfel) und Oktaeder sowie Dodekaeder und Ikosaeder jeweils ein duales Paar. Das Tetraeder ist zu sich selbst dual, wobei sich jedoch das duale Tetraeder in verkleinerter zentralsymmetrischer Lage befindet, d. h., es „steht auf dem Kopf“. Drittens: Wiederholt man obige Konstruktion und konstruiert den dualen Körper zum Dualkörper, so erhält man einen verkleinerten Ausgangskörper – also einen platonischen Körper, der durch Zentrische Streckung in den Ausgangskörper überführt werden kann. Beide haben somit denselben Schwerpunkt.

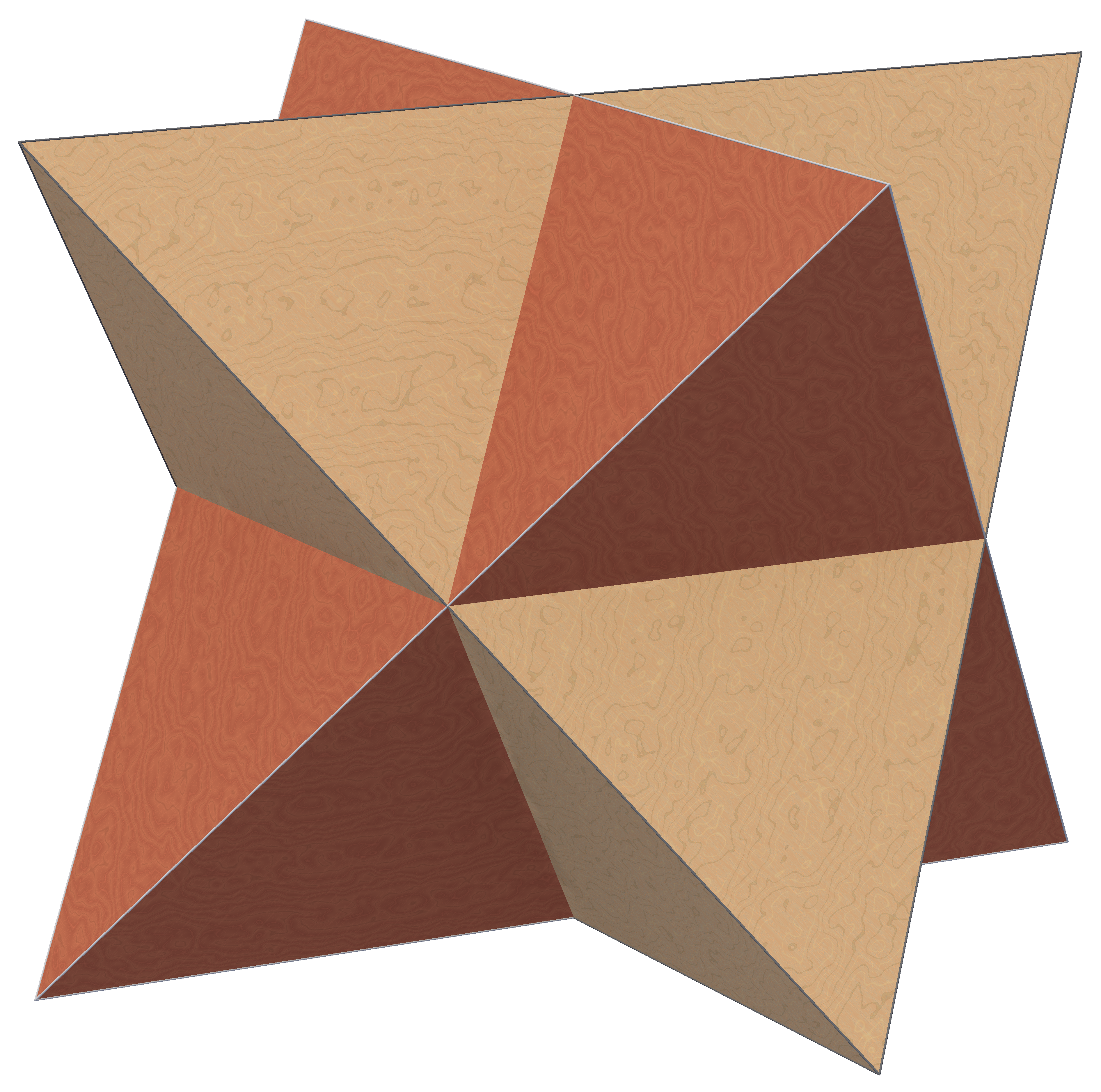
Zwei ineinander gesteckte zueinander duale Tetraeder, die ein Sterntetraeder bilden
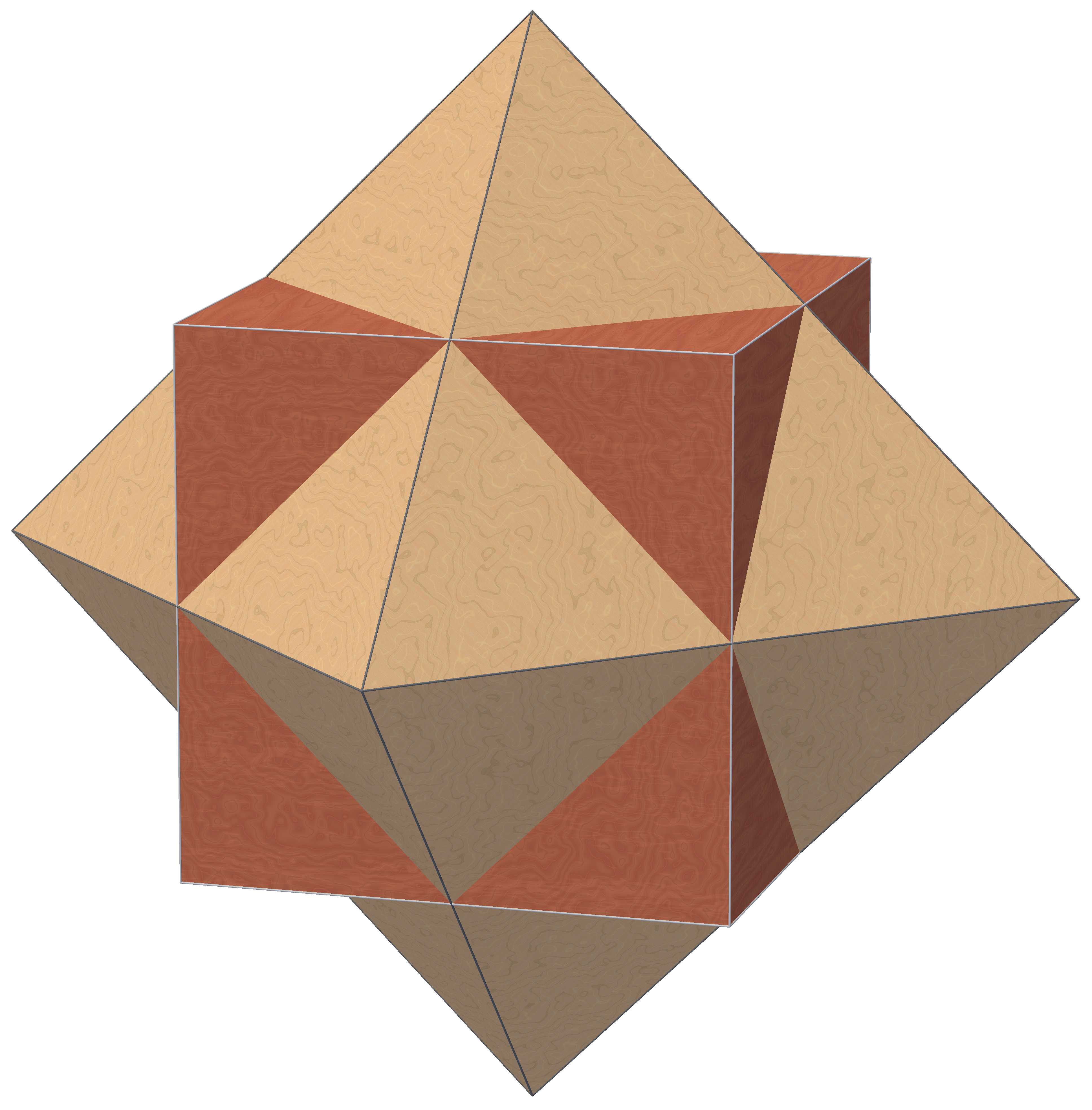
Ineinander gestecktes Hexaeder (Würfel) und Oktaeder, die dual zueinander sind
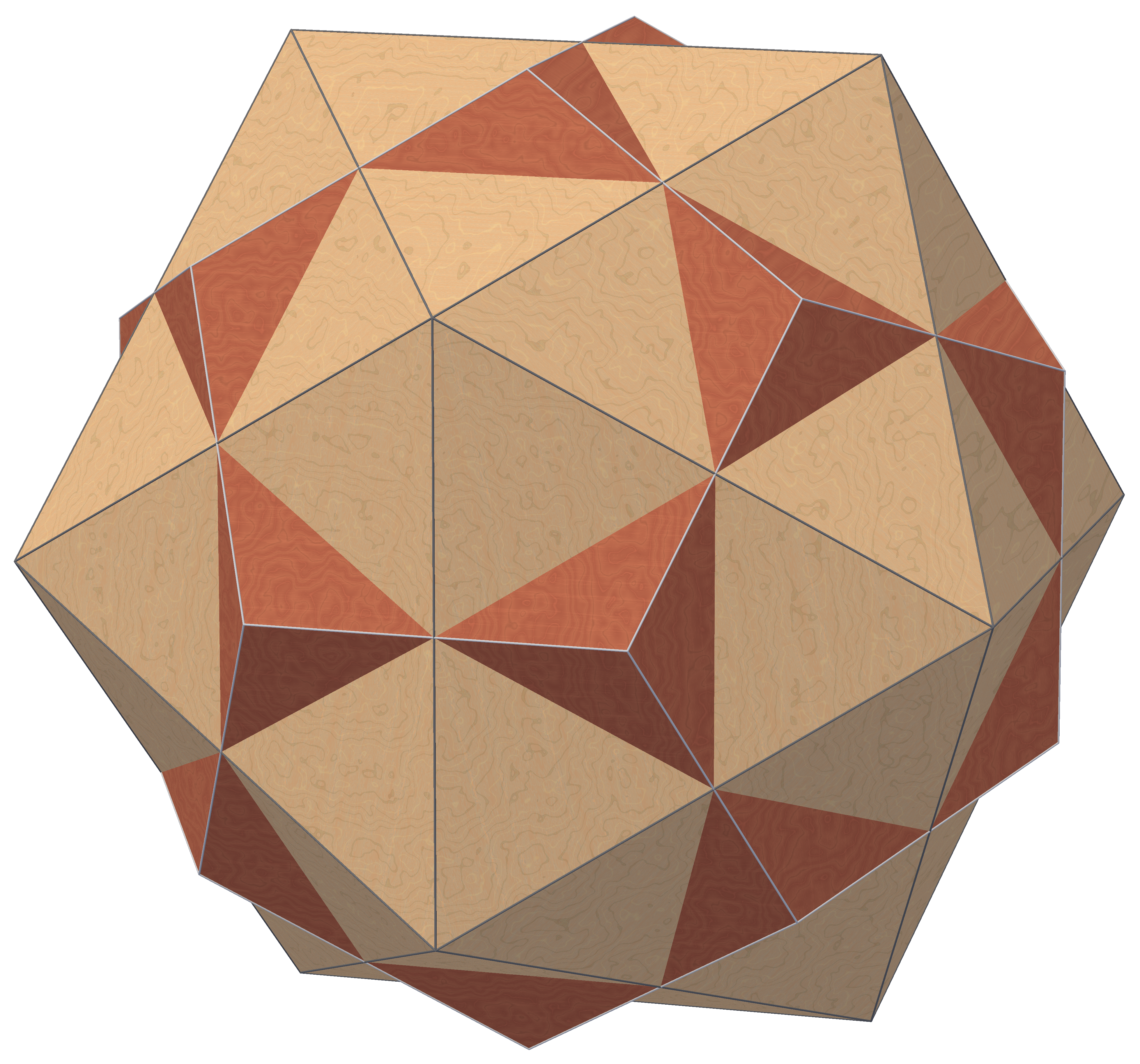
Ineinander gestecktes Dodekaeder und Ikosaeder, die dual zueinander sind

### Symmetrie
Die platonischen Körper zeigen größtmögliche Symmetrie:
- Ecken, Kanten und Flächen sind untereinander gleichartig, d. h., jede Ecke (Kante, Fläche) kann durch eine Kongruenzabbildung des Körpers auf jede andere Ecke (Kante, Fläche) abgebildet werden.

Man sagt dazu:
- Die Symmetriegruppe wirkt transitiv auf den Ecken (wie auch auf den Kanten und Flächen).

Es gilt sogar:
- Die Symmetriegruppe wirkt transitiv auf den Fahnen. (Eine Fahne ist eine Ecke auf einer Kante auf einer Fläche.)

Die fünf platonischen Körper sind daher reguläre Polyeder. Die bei ihnen auftretenden Symmetriegruppen und ihre Untergruppen gehören zu den diskreten Punktgruppen. Duale platonische Körper haben dieselbe Symmetriegruppe. Das ist die Basis für die Konstruktion zahlreicher anderer Körper, z. B. der archimedischen Körper. Es gibt also nicht fünf, sondern nur drei dieser Gruppen: die Tetraedergruppe, die Würfelgruppe und die Ikosaedergruppe. Sie spielen in unterschiedlichen Zusammenhängen in der Mathematik eine Rolle.
Aufgrund ihrer Symmetrie haben homogen gefertigte Modelle platonischer Körper die Eigenschaft, dass sie bei einem Wurf mit exakt der gleichen Wahrscheinlichkeit auf jede ihrer Flächen fallen können. Die meisten Spielwürfel sind übrigens aufgrund der Vertiefungen für die Augenzahlen nicht absolut perfekt symmetrisch.

### Deltaeder
Da Tetraeder, Oktaeder und Ikosaeder auch zu den konvexen Deltaedern gehören, gehört aus jeder Symmetriegruppe ein Körper zu den Deltaedern.

### Berührende Kugeln
Aus der hohen Symmetrie folgt unmittelbar: Jeder platonische Körper hat
- eine Inkugel, die alle seine Flächen berührt, und
- eine Umkugel, auf der alle seine Ecken liegen, sowie
- eine Kantenkugel, auf der die Mittelpunkte der Kanten liegen.

Der gemeinsame Mittelpunkt dieser drei Kugeln ist der Mittelpunkt des platonischen Körpers.

## Mathematische Eigenschaften

### Platonische Körper als reguläre Parkettierungen der Sphäre
Projiziert man die Kanten eines platonischen Körpers aus dem Mittelpunkt auf eine Kugel mit demselben Mittelpunkt, z. B. auf die Umkugel, so erhält man eine Parkettierung der Kugeloberfläche durch zueinander kongruente regelmäßige sphärische Vielecke, wobei in jeder Ecke gleich viele Kanten unter gleichen Winkeln zusammentreffen. Diese Parkettierungen haben dieselben Symmetrien wie der Ausgangskörper. Insbesondere sind sie ebenfalls fahnentransitiv. Es sind die fünf regulären Parkettierungen der Sphäre, zwischen denen dieselben Dualitätsbeziehungen bestehen wie zwischen den Körpern. In anderem Zusammenhang spricht man auch von Landkarten und dualen Landkarten.
Jede reguläre Parkettierung kann durch ein Paar {\displaystyle \{p,q\}}, das sogenannte Schläfli-Symbol, beschrieben werden, wobei {\displaystyle p} für die Anzahl der Kanten eines Feldes und {\displaystyle q} für die Anzahl der in einer Ecke endenden Kanten steht. Die platonischen Körper sind die dualen Paare {\displaystyle \{4,3\}} (Hexaeder) und {\displaystyle \{3,4\}} (Oktaeder), {\displaystyle \{5,3\}} (Dodekaeder) und {\displaystyle \{3,5\}} (Ikosaeder) sowie das selbstduale {\displaystyle \{3,3\}} (Tetraeder).
Geometrisch bedeutet das für die platonischen Körper, dass
- {\displaystyle p} die Anzahl der Ecken der Seitenflächen ist. Die Seitenflächen des platonischen Körpers sind also regelmäßige {\displaystyle p}-Ecke.
- {\displaystyle q} die Anzahl der Flächen/Kanten des platonischen Körpers sind, die an einer Ecke zusammentreffen.

Die Summe der Innenwinkel an einer Ecke des platonischen Körpers beträgt daher {\displaystyle q\cdot {\tfrac {p-2}{p}}\cdot 180^{\circ }} (siehe Regelmäßiges Polygon - Winkel). Daraus ergibt sich die Ungleichung
{\displaystyle {\begin{aligned}q\cdot {\tfrac {p-2}{p}}\cdot 180^{\circ }&<360^{\circ }\Rightarrow \\{\frac {1}{p}}+{\frac {1}{q}}&>{\frac {1}{2}}\left(p,q\in \mathbb {N} \right)\end{aligned}}}
mit den oben genannten Lösungen. Diese Beziehung folgt auch aus dem eulerschen Polyedersatz, der die Anzahl {\displaystyle E} der Ecken, {\displaystyle K} der Kanten und {\displaystyle F} der Flächen zueinander in Bezug stellt:
{\displaystyle E-K+F=2},
wobei die Konstante 2 für die Sphäre charakteristisch ist.
In der euklidischen Geometrie gilt für unendlich große planare Graphen bei geeigneter, nämlich asymptotischer Interpretation der Gleichung
{\displaystyle E-K+F=0}
oder
{\displaystyle {\frac {1}{p}}+{\frac {1}{q}}={\frac {1}{2}}\left(p,q\in \mathbb {N} \right)}
mit den Lösungen
{\displaystyle \{4,4\}} (selbstdual) sowie {\displaystyle \{3,6\}} und dual dazu {\displaystyle \{6,3\}}, die für die drei platonischen Parkettierungen der Ebene (durch Quadrate, gleichseitige Dreiecke und regelmäßige Sechsecke) stehen, die Verallgemeinerungen der platonischen Körper darstellen.
Die Lösungen von
{\displaystyle {\frac {1}{p}}+{\frac {1}{q}}<{\frac {1}{2}}\ (p,q\in \mathbb {N} )}
liefern die regulären Parkettierungen der hyperbolischen Geometrie.
Für die platonischen Körper gilt nicht nur {\displaystyle E-K+F=2}, sondern auch {\displaystyle q\cdot E=2\cdot K=p\cdot F}. Dieses ausschließlich ganzzahlige Gleichungssystem aus drei Gleichungen lässt sich auflösen und ergibt für die Anzahl {\displaystyle E} der Ecken, {\displaystyle K} der Kanten und {\displaystyle F} der Flächen:
{\displaystyle E={\frac {4\cdot p}{4-(p-2)\cdot (q-2)}}}
{\displaystyle K={\frac {2\cdot p\cdot q}{4-(p-2)\cdot (q-2)}}}
{\displaystyle F={\frac {4\cdot q}{4-(p-2)\cdot (q-2)}}}
Es lässt sich also für jeden platonischen Körper nur durch die Vorgabe von {\displaystyle p} und {\displaystyle q} (siehe oben) die Anzahl der Ecken, Kanten und Flächen berechnen, ohne die genauen geometrischen Eigenschaften zu kennen.

#### Übersicht
| Allgemeine Betrachtungen der platonischen Körper | Allgemeiner Fall                                                | Tetraeder | Hexaeder | Oktaeder | Dodekaeder | Ikosaeder |
| ------------------------------------------------ | --------------------------------------------------------------- | --------- | -------- | -------- | ---------- | --------- |
| Schläfli-Symbol                                  | {\displaystyle \{p,q\}}                                         | {3,3}     | {4,3}    | {3,4}    | {5,3}      | {3,5}     |
| Anzahl der Ecken                                 | {\displaystyle E={\frac {4\cdot p}{4-(p-2)\cdot (q-2)}}}        | 4         | 8        | 6        | 20         | 12        |
| Anzahl der Kanten                                | {\displaystyle K={\frac {2\cdot p\cdot q}{4-(p-2)\cdot (q-2)}}} | 6         | 12       | 12       | 30         | 30        |
| Anzahl der Flächen                               | {\displaystyle F={\frac {4\cdot q}{4-(p-2)\cdot (q-2)}}}        | 4         | 6        | 8        | 12         | 20        |
| Innenwinkel der Seitenflächen                    | {\displaystyle \alpha ={\tfrac {p-2}{p}}\cdot 180^{\circ }}     | 60°       | 90°      | 60°      | 108°       | 60°       |
| Summe der Innenwinkel                            | {\displaystyle q\cdot {\tfrac {p-2}{p}}\cdot 180^{\circ }}      | 180°      | 270°     | 240°     | 324°       | 300°      |
| Winkeldefekt (360° − Summe der Innenwinkel)      | {\displaystyle (2-q\cdot {\tfrac {p-2}{p}})\cdot 180^{\circ }}  | 180°      | 90°      | 120°     | 36°        | 60°       |

### Oberflächeninhalt
Für den Flächeninhalt der Oberfläche des platonischen Körpers gilt mit der Seitenlänge {\displaystyle a} und dem Schläfli-Symbol {\displaystyle \{p,q\}}
{\displaystyle A_{O}={\frac {p\cdot q\cdot a^{2}}{4-(p-2)\cdot (q-2)}}\cdot \cot \left({\frac {\pi }{p}}\right)}
denn die Oberfläche besteht aus {\displaystyle F={\tfrac {4\cdot q}{4-(p-2)\cdot (q-2)}}} kongruenten regelmäßigen {\displaystyle p}-Ecken (siehe Regelmäßiges Polygon - Umfang und Flächeninhalt)

### Winkel zwischen benachbarten Flächen
Für den Winkel {\displaystyle \beta } zwischen benachbarten Flächen (Diederwinkel) gilt
{\displaystyle \beta =2\cdot \arcsin \left({\frac {\cos \left({\frac {\pi }{q}}\right)}{\sin \left({\frac {\pi }{p}}\right)}}\right)\Leftrightarrow \sin \left({\frac {\beta }{2}}\right)={\frac {\cos \left({\frac {\pi }{q}}\right)}{\sin \left({\frac {\pi }{p}}\right)}}}
wegen {\displaystyle 0<\beta <\pi }, denn die platonischen Körper sind konvex.
Dafür reicht es, eine Diagonale {\displaystyle d_{2}} (siehe Regelmäßiges Polygon - Diagonalen) des regelmäßigen {\displaystyle q}-Ecks zu betrachten, das von den Ecken der Kanten, die an einer bestimmten Ecke zusammentreffen, wie ein Regenschirm aufgespannt wird, und die beiden gleich langen Höhen der Endpunkte (Ecken) dieser Diagonalen auf die Kante, die die betrachtete Ecke mit der von der Diagonalen {\displaystyle d_{2}} übersprungenen Ecke verbindet. Auf dieses gleichschenklige Dreieck kann der Sinus angewendet werden.
Die Seiten dieses regelmäßigen {\displaystyle q}-Ecks („Regenschirm“) sind die Diagonalen {\displaystyle d_{2}} der Seitenflächen des platonischen Körpers, also der regelmäßigen {\displaystyle p}-Ecke der Seitenlänge a, die an der betrachteten Ecke zusammentreffen. Sie haben die Länge
{\displaystyle {\frac {a\cdot \sin \left({\frac {2\cdot \pi }{q}}\right)}{\sin \left({\frac {\pi }{q}}\right)}}=2\cdot a\cdot \cos \left({\frac {\pi }{q}}\right)}

### Umkugelradius, Kantenkugelradius, Inkugelradius
Aus diesem Winkel {\displaystyle \beta } zwischen benachbarten Flächen lassen sich der Umkugelradius {\displaystyle r_{u}}, Kantenkugelradius {\displaystyle r_{k}} und der Inkugelradius {\displaystyle r_{i}} des platonischen Körpers bestimmen, indem zusätzlich der Umkreisradius und der Inkreisradius der betroffenen Seitenfläche, einem regelmäßigen {\displaystyle p}-Eck, betrachtet wird (siehe Regelmäßiges Polygon - Kreis als Grenzform):
{\displaystyle r_{u}={\frac {a}{2}}\cdot \tan \left({\frac {\pi }{q}}\right)\cdot \tan \left({\frac {\beta }{2}}\right)}
{\displaystyle r_{k}={\frac {a}{2}}\cdot {\frac {\cos \left({\frac {\pi }{p}}\right)}{\cos \left({\frac {\pi }{q}}\right)}}\cdot \tan \left({\frac {\beta }{2}}\right)}
{\displaystyle r_{i}={\frac {a}{2}}\cdot \cot \left({\frac {\pi }{p}}\right)\cdot \tan \left({\frac {\beta }{2}}\right)}

### Kantenlänge

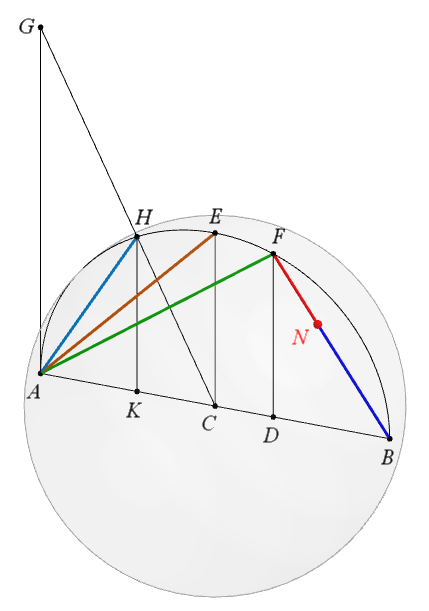
Skizze zu den Kantenlängen der platonischen Körper, umschrieben von einer gegebenen Kugel

Die Kantenlänge {\displaystyle a} erhält man u. a. aus der allgemeinen Formel für den Umkreisradius {\displaystyle r_{u}}. Darin ist {\displaystyle q} die Anzahl der Flächen/Kanten des platonischen Körpers, die an einer Ecke zusammentreffen bzw. {\displaystyle \beta } der Winkel zwischen benachbarten Flächen (siehe Formeln).
{\displaystyle a={\frac {2\cdot r_{u}}{\tan \left({\frac {\pi }{q}}\right)\cdot \tan \left({\frac {\beta }{2}}\right)}}}
Euklid erklärt und beweist die Kantenlängen der fünf platonischen Körper, indem er sie mittels einer Kugel mit gegebenem Durchmesser umschreibt. Die nebenstehende Konstruktionskizze zeigt die so ermittelten Kantenlängen. Werden die Werte der Kantenlängen {\displaystyle a} nach obiger Formel ermittelt, können sie jeweils in einen arithmetischer Ausdruck umgeformt werden. Der Faktor {\displaystyle r_{u}} steht dabei für den Umkugelradius {\displaystyle r_{u}}.
- Tetraeder: {\displaystyle a=|{\overline {AF}}|={\sqrt {\frac {8}{3}}}\cdot r_{u}\approx 1{,}633\cdot r_{u}}
- Hexaeder(Würfel): {\displaystyle a=|{\overline {BF}}|={\sqrt {\frac {4}{3}}}\cdot r_{u}\approx 1{,}155\cdot r_{u}}
- Oktaeder: {\displaystyle a=|{\overline {AE}}|={\sqrt {2}}\cdot r_{u}\approx 1{,}414\cdot r_{u}}
- Dodekaeder: {\displaystyle a=|{\overline {BN}}|={\sqrt {\frac {6-2{\sqrt {5}}}{3}}}\cdot r_{u}\approx 0{,}714\cdot r_{u}}
- Ikosaeder: {\displaystyle a=|{\overline {AH}}|={\sqrt {\frac {10-2{\sqrt {5}}}{5}}}\cdot r_{u}\approx 1{,}051\cdot r_{u}}[12]

Die hierzu erforderlichen Konstruktionsschritte, sind in den Artikeln der platonischen Körper erläutert.

### Raumwinkel in den Ecken
Im Jahre 2015 veröffentlichte H. C. Rajpoot eine einfache Formel für den Ecken-Raumwinkel
{\displaystyle \Omega =2\pi -2q\cdot \arcsin \left(\cos \left({\frac {\pi }{n}}\right)\cdot {\sqrt {\tan ^{2}\left({\frac {\pi }{n}}\right)-\tan ^{2}\left({\frac {\alpha }{2}}\right)}}\right),}
die in allen fünf platonischen Körpern Anwendung findet.
Hierin bedeuten die zwei Variablen
- {\displaystyle q} die Anzahl der Kanten/Flächen die sich an einer Ecke des platonischen Körpers treffen, also für

|  | Tetraeder, Würfel und Dodekaeder | {\displaystyle q=3},        |
|  | Oktaeder                         | {\displaystyle q=4} und für |
|  | Ikosaeder                        | {\displaystyle q=5} ;       |

- und {\displaystyle \alpha } den Innenwinkel einer Fläche des platonischen Körpers, also für

|  | Tetraeder, Oktaeder und Ikosaeder | {\displaystyle \alpha =60^{\circ }=\pi /3} ,       |
|  | Würfel                            | {\displaystyle \alpha =90^{\circ }=\pi /2} und für |
|  | Dodekaeder                        | {\displaystyle \alpha =108^{\circ }=3\pi /5} .     |

### Volumen
Aus der Oberfläche und dem Inkugelradius ergibt sich schließlich das Volumen, denn jeder platonische Körper lässt sich in {\displaystyle F={\tfrac {4\cdot q}{4-(p-2)\cdot (q-2)}}} regelmäßige Pyramiden zerlegen, die eine Seitenfläche, also regelmäßiges {\displaystyle p}-Eck, als Grundfläche und den Inkugelradius als Höhe haben:
{\displaystyle {\begin{aligned}V&={\frac {1}{3}}\cdot A\cdot r_{i}={\frac {1}{3}}\cdot {\frac {p\cdot q\cdot a^{2}}{4-(p-2)\cdot (q-2)}}\cdot \cot \left({\frac {\pi }{p}}\right)\cdot {\frac {a}{2}}\cdot \cot \left({\frac {\pi }{p}}\right)\cdot \tan \left({\frac {\beta }{2}}\right)\\&={\frac {p\cdot q\cdot a^{3}}{24-6\cdot (p-2)\cdot (q-2)}}\cdot \cot ^{2}\left({\frac {\pi }{p}}\right)\cdot \tan \left({\frac {\beta }{2}}\right)\end{aligned}}}

### Formeln
|                                                                   | Allgemeiner Fall | Beispiel Dodekaeder                                                           |
| ----------------------------------------------------------------- | --- | ----------------------------------------------------------------------------- |
| Schläfli-Symbol                                                   | {\displaystyle \{p,q\}} | {\displaystyle \{5,3\}}                                                       |
| Volumen                                                           | {\displaystyle V={\frac {p\cdot q\cdot a^{3}}{24-6\cdot (p-2)\cdot (q-2)}}\cdot \cot ^{2}\left({\frac {\pi }{p}}\right)\cdot \tan \left({\frac {\beta }{2}}\right)}                                                                                   | {\displaystyle V\approx 7{,}663\cdot a^{3}}                                   |
| Oberflächeninhalt                                                 | {\displaystyle A_{O}={\frac {p\cdot q\cdot a^{2}}{4-(p-2)\cdot (q-2)}}\cdot \cot \left({\frac {\pi }{p}}\right)} | {\displaystyle A_{O}\approx 20{,}646\cdot a^{2}}                              |
| Umkugelradius                                                     | {\displaystyle r_{u}={\frac {a}{2}}\cdot \tan \left({\frac {\pi }{q}}\right)\cdot \tan \left({\frac {\beta }{2}}\right)} | {\displaystyle r_{u}\approx 1{,}401\cdot a}                                   |
| Kantenkugelradius                                                 | {\displaystyle r_{k}={\frac {a}{2}}\cdot {\frac {\cos \left({\frac {\pi }{p}}\right)}{\cos \left({\frac {\pi }{q}}\right)}}\cdot \tan \left({\frac {\beta }{2}}\right)}                                                                               | {\displaystyle r_{k}\approx 1{,}309\cdot a}                                   |
| Inkugelradius                                                     | {\displaystyle r_{i}={\frac {a}{2}}\cdot \cot \left({\frac {\pi }{p}}\right)\cdot \tan \left({\frac {\beta }{2}}\right)} | {\displaystyle r_{i}\approx 1{,}114\cdot a}                                   |
| Verhältnis von Inkugelradius zu Umkugelradius                     | {\displaystyle {\frac {r_{i}}{r_{u}}}=\cot \left({\frac {\pi }{p}}\right)\cdot \cot \left({\frac {\pi }{q}}\right)} | {\displaystyle {\frac {r_{i}}{r_{u}}}\approx 0{,}795}                         |
| Verhältnis von Volumen zu Umkugelvolumen                          | {\displaystyle {\frac {V}{V_{UK}}}={\frac {1}{\pi }}\cdot {\frac {p\cdot q\cdot a^{3}}{4-(p-2)\cdot (q-2)}}\cdot \cot ^{2}\left({\frac {\pi }{p}}\right)\cdot \cot ^{3}\left({\frac {\pi }{q}}\right)\cdot \cot ^{2}\left({\frac {\beta }{2}}\right)} | {\displaystyle {\frac {V}{V_{UK}}}\approx 0{,}665}                            |
| Verhältnis von Inkugelvolumen zu Volumen                          | {\displaystyle {\frac {V_{IK}}{V}}=\pi \cdot {\frac {4-(p-2)\cdot (q-2)}{p\cdot q\cdot a^{3}}}\cdot \cot \left({\frac {\pi }{p}}\right)\cdot \tan ^{2}\left({\frac {\beta }{2}}\right)}                                                               | {\displaystyle {\frac {V_{IK}}{V}}\approx 0{,}755}                            |
| Innenwinkel der Seitenfläche (regelmäßiges {\displaystyle p}-Eck) | {\displaystyle \left(1-{\frac {2}{q}}\right)\cdot 180^{\circ }} | {\displaystyle \alpha =108^{\circ }}                                          |
| Winkel zwischen benachbarten Flächen                              | {\displaystyle \beta =2\cdot \arcsin \left({\frac {\cos \left({\frac {\pi }{q}}\right)}{\sin \left({\frac {\pi }{p}}\right)}}\right)} | {\displaystyle \beta \approx 116^{\circ }\;33^{\prime }\;54^{\prime \prime }} |
| Raumwinkel in den Ecken                                           | {\displaystyle \Omega =2\cdot \pi -2\cdot p\cdot \arcsin \left(\cos \left({\frac {\pi }{p}}\right)\cdot {\sqrt {\tan ^{2}\left({\frac {\pi }{p}}\right)-\tan ^{2}\left(\left({\frac {1}{2}}-{\frac {1}{q}}\right)\cdot \pi \right)}}\right)}          | {\displaystyle \Omega \approx 2{,}962\;\mathrm {sr} }                         |

Bemerkung: Für den Winkel {\displaystyle \beta } zwischen benachbarten Flächen (Diederwinkel) gilt (siehe Arkustangens und Arkuskotangens):
{\displaystyle \tan \left({\frac {\beta }{2}}\right)=\tan \left(\arcsin \left({\frac {\cos \left({\frac {\pi }{q}}\right)}{\sin \left({\frac {\pi }{p}}\right)}}\right)\right)=\left({\frac {\sin ^{2}\left({\frac {\pi }{p}}\right)}{\cos ^{2}\left({\frac {\pi }{q}}\right)}}-1\right)^{-{\frac {1}{2}}}} wegen {\displaystyle \tan(\arcsin(x))={\frac {x}{\sqrt {1-x^{2}}}}} und
{\displaystyle \cot \left({\frac {\beta }{2}}\right)=\cot \left(\arcsin \left({\frac {\cos \left({\frac {\pi }{q}}\right)}{\sin \left({\frac {\pi }{p}}\right)}}\right)\right)=\left({\frac {\sin ^{2}\left({\frac {\pi }{p}}\right)}{\cos ^{2}\left({\frac {\pi }{q}}\right)}}-1\right)^{\frac {1}{2}}} wegen {\displaystyle \cot(\arcsin(x))={\frac {\sqrt {1-x^{2}}}{x}}}.

## Platonische Körper in platonischen Körpern
Ein platonischer Körper kann dann als einbeschrieben in einen anderen platonischen Körper bezeichnet werden, wenn alle seine Ecken die Seitenflächen des äußeren Körpers berühren. In dem folgenden Schema sind auch einige interessante Fälle enthalten, wo nicht alle Ecken auf den Seitenflächen liegen. Außerdem sind in den Abbildungen außer den Ecken auch die Kanten und Flächen verdeutlicht, die jeweils den äußeren Körper berühren. Darunter ist jeweils ihre Anzahl angegeben.
|                            | Tetraeder                    | Hexaeder                                    | Oktaeder                        | Dodekaeder                                      | Ikosaeder |
| -------------------------- | ---------------------------- | ------------------------------------------- | ------------------------------- | ----------------------------------------------- | --------- |
| Tetraeder                  |                              |                                             |                                 |                                                 |           |
| alle 4 Ecken               | alle 8 Ecken 4 von 12 Kanten | alle 6 Ecken alle 12 Kanten 4 von 8 Flächen | 4 von 20 Ecken                  | alle 12 Ecken 12 von 30 Kanten 4 von 20 Flächen |           |
| Hexaeder                   |                              |                                             |                                 |                                                 |           |
| alle 4 Ecken alle 6 Kanten |                              | alle 6 Ecken                                | 12 von 20 Ecken 6 von 30 Kanten | alle 12 Ecken 6 von 30 Kanten                   |           |
| Oktaeder                   |                              |                                             |                                 |                                                 |           |
| alle 4 Ecken               | alle 8 Ecken                 |                                             | 8 von 20 Ecken                  | alle 12 Ecken 24 von 30 Kanten 8 von 20 Flächen |           |
| Dodekaeder                 |                              |                                             |                                 |                                                 |           |
| alle 4 Ecken               | alle 8 Ecken alle 12 Kanten  | alle 6 Ecken                                |                                 | alle 12 Ecken                                   |           |
| Ikosaeder                  |                              |                                             |                                 |                                                 |           |
| alle 4 Ecken               | alle 8 Ecken                 | alle 6 Ecken                                | alle 20 Ecken                   |                                                 |           |

## Graphentheoretische Eigenschaften
Alle Graphen der platonischen Körper sind reguläre Graphen, weil an jeder Ecke dieser Polyeder die gleiche Anzahl von Kanten zusammentrifft. Der kürzeste Zyklus, die sogenannte Taillenweite, ist gleich der Anzahl der Ecken der Seitenflächen des betreffenden platonischen Körpers.
Der graphentheoretische Durchmesser und der graphentheoretische Radius stimmen überein, weil alle Knoten jeweils graphentheoretisch äquivalent zueinander sind und sich mit Hilfe von Permutationen zusammen mit dem Graphen auf einen isomorphen Graphen abbilden lassen. Daraus folgt, dass alle Knoten dieselbe Exzentrizität haben und sowohl zum Rand als auch zum Zentrum des Graphen gehören.

### Netze
Platonische Körper haben wie alle Polyeder verschiedene Netze (siehe Übersicht oben). Es gibt nämlich verschiedene Möglichkeiten, ein hohles Polyeder durch Aufschneiden von einigen Kanten aufzuklappen und in der Ebene auszubreiten. Ist {\displaystyle K} die Anzahl der Kanten und {\displaystyle F} die Anzahl der Flächen des Polyeders, dann entsteht durch Aufschneiden von {\displaystyle K-F+1} Kanten ein Körpernetz. Die Ecken liegen dabei offensichtlich auf dem Rand des Netzes. Die anderen {\displaystyle F-1} Kanten verbinden jeweils die regelmäßigen Polygone des Netzes.
Jeder platonische Körper hat wie jedes konvexe Polyeder einen ihm zugeordneten ungerichteten planaren Graphen. Dieser Graph ist regulär, denn von jedem Knoten gehen {\displaystyle {\tfrac {2\cdot K}{E}}} Kanten aus, sodass der Grad für alle Knoten gleich {\displaystyle {\tfrac {2\cdot K}{E}}} ist, wobei {\displaystyle E} die Anzahl der Knoten ist. Der Knotengrad ist gleich der Anzahl der Flächen (und Kanten), die in jeder Ecke des platonischen Körpers zusammentrifft. Bei planaren Graphen ist die genaue geometrische Anordnung der Knoten unwesentlich. Wichtig ist allerdings, dass sich die Kanten nicht schneiden müssen. Die Knoten dieses Graphen entsprechen den Ecken des Polyeders.
Die {\displaystyle K-F+1} aufgeschnittenen Kanten jedes Netzes bilden zusammen mit den Ecken (Knoten) einen Spannbaum des Graphen. Jedes Netz entspricht genau einem Spannbaum und umgekehrt, sodass hier eine eineindeutige (bijektive) Zuordnung zwischen Netzen und Spannbäumen besteht. Wenn man ein Körpernetz ohne das äußere Gebiet als Graphen betrachtet, erhält man als dualen Graphen jeweils einem Baum mit {\displaystyle F} Knoten und {\displaystyle F-1} Kanten und dem maximalen Knotengrad {\displaystyle {\tfrac {2\cdot K}{F}}}. Jede Fläche des platonische Körpers wird dabei einem Knoten des Baums zugeordnet.
Diese Betrachtungen hängen mit dem Eulerschen Polyedersatz zusammen.

### Duale Graphen und Färbungen

Kantenfärbung des Dodekaedergraphen

Flächenfärbung des Dodekaedergraphen mit dualer Knotenfärbung des Ikosaedergraphen

Die Anzahl der Farben, die mindestens nötig ist, um die Knoten eines Graphen so zu färben, dass benachbarte Knoten immer unterschiedlich gefärbt sind, wird chromatische Zahl genannt (siehe Knotenfärbung). Die entsprechende Zahl für die Kanten nennt man chromatischer Index (siehe Kantenfärbung). Bei den Graphen der platonischen Körpern ist sie gleich dem (maximalen) Knotengrad. Im Zusammenhang mit dem Satz von Vizing werden sie Klasse-1-Graphen genannt.
Die Knoten des Ikosaedergraphen können mit 4 Farben so gefärbt werden, dass benachbarte Knoten immer unterschiedlich gefärbt sind. Dies bedeutet, dass die chromatische Zahl dieses Graphen gleich 4 ist (siehe Knotenfärbung). Außerdem können die Kanten mit 3 Farben so gefärbt werden, dass benachbarte Kanten immer unterschiedlich gefärbt sind. Mit 2 Farben ist das nicht möglich, sodass der chromatische Index für die Kantenfärbung gleich 3 ist.
Um die entsprechende nötige Anzahl der Farben für die Flächen oder Gebiete zu bestimmen, ist der duale Graph hilfreich. Dieser graphentheoretische Begriff der Dualität ist gewissermaßen eine Analogie oder Verallgemeinerung der geometrischen Dualität von Polyedern (siehe Abschnitt oben).
Die Knoten dieses dualen Graphen werden dabei den Gebieten des ursprünglichen Graphen eineindeutig (bijektiv) zugeordnet und umgekehrt (siehe bijektive Funktion). Für den Dodekaedergraphen (siehe Abbildungen) gilt zum Beispiel: Die Knoten des dualen Ikosaedergraphen können mit 4 Farben so gefärbt werden, dass benachbarte Knoten immer unterschiedlich gefärbt sind, aber nicht mit 3 Farben, sodass die chromatische Zahl des Ikosaedergraphen gleich 4 ist. Daraus lässt sich indirekt schließen: Weil die chromatische Zahl gleich 4 ist, sind 4 Farben für eine solche Flächenfärbung des Dodekaeders oder eine Färbung der Gebiete des Dodekaedergraphen nötig.

### Hamiltonkreise

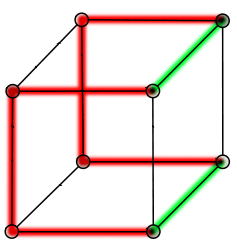
Würfelgraph mit Hamiltonkreis

Alle Graphen der platonische Körper besitzen mehrere Hamiltonkreise. Das ist ein geschlossener Pfad in einem Graphen, der jeden Knoten genau einmal enthält. Beim Würfel und beim Dodekaeder ist das alles andere als offensichtlich. Für das Tetraeder, das dem vollständigen Graphen {\displaystyle K_{4}} zugeordnet ist, ist es klar. Für das Oktaeder folgt die Existenz von Hamiltonkreisen aus einem Satz von Gabriel Andrew Dirac, für das Ikosaeder aus einem Satz von William Thomas Tutte (siehe Sätze über Hamiltonkreise).
Für die Anzahl der Hamiltonkreise gibt es jedoch keine mathematische Formel und keinen wirklich einfachen Algorithmus. Untersuchungen mit dem Computer zeigen zum Beispiel, dass das Ikosaeder 2560 Hamiltonkreise besitzt.

### Eulerkreise
Die Graphen von Tetraeder, Würfel, Dodekaeder und Ikosaeder besitzen keine Eulerkreise, weil der Grad aller Knoten ungerade ist. Das liegt daran, dass in jeder Ecke dieser Polyeder eine ungerade Anzahl von Kanten zusammentrifft. Das Oktaeder besitzt 1844 Eulerkreise, wie Untersuchungen mit dem Computer zeigen.

### Übersicht
| Die fünf platonischen Körper                       | Tetraeder | Hexaeder | Oktaeder | Dodekaeder | Ikosaeder |
| -------------------------------------------------- | --------- | -------- | -------- | ---------- | --------- |
| Polyeder                                           |           |          |          |            |           |
| zugeordneter regulärer Graph                       |           |          |          |            |           |
| chromatische Zahl (siehe Knotenfärbung)            | 4         | 2        | 3        | 3          | 4         |
| chromatischer Index (siehe Kantenfärbung)          | 3         | 3        | 4        | 3          | 5         |
| Anzahl für die Flächenfärbung (siehe dualer Graph) | 4         | 3        | 2        | 4          | 3         |
| Knotengrad (siehe regulärer Graph)                 | 3         | 3        | 4        | 3          | 5         |
| Knotenzusammenhangszahl                            | 3         | 3        | 4        | 3          | 5         |
| Kantenzusammenhangszahl                            | 3         | 3        | 4        | 3          | 5         |
| kürzester Zyklus (Taillenweite)                    | 3         | 4        | 3        | 5          | 3         |
| graphentheoretischer Durchmesser                   | 1         | 3        | 2        | 5          | 3         |
| graphentheoretischer Radius                        | 1         | 3        | 2        | 5          | 3         |
| Cliquenzahl                                        | 4         | 2        | 3        | 2          | 3         |
| Stabilitätszahl                                    | 1         | 4        | 2        | 8          | 3         |
| Anzahl der Hamiltonkreise                          | 6         | 12       | 32       | 60         | 2560      |
| Anzahl der Eulerkreise                             | 0         | 0        | 1488     | 0          | 0         |

## Aus den platonischen Körpern abgeleitete Polyeder
Wegen der starken Regelmäßigkeit der platonischen Körper kann man leicht andere Körper von ihnen ableiten, die auch wieder sehr regelmäßig sind. Man muss dazu nur die gleichen Konstruktionen symmetrisch auf Flächen, Kanten oder Ecken anwenden. Ein Beispiel dafür sind die dualen Körper, die sich dadurch ergeben, dass man den Mittelpunkt jeder Fläche mit den Mittelpunkten der angrenzenden Flächen verbindet.

### Abgestumpfte platonische Körper
Bei einem abgestumpften platonischen Körper sind die Ecken abgeschnitten. Wenn man die Ecken so abschneidet, dass danach alle Kanten gleich lang sind, so erhält man einen archimedischen Körper. Dieser Körper entsteht auch als Schnitt des platonischen Körpers mit seinem passend vergrößerten dualen Körper.

Tetraederstumpf 4 Dreiecke 4 Sechsecke
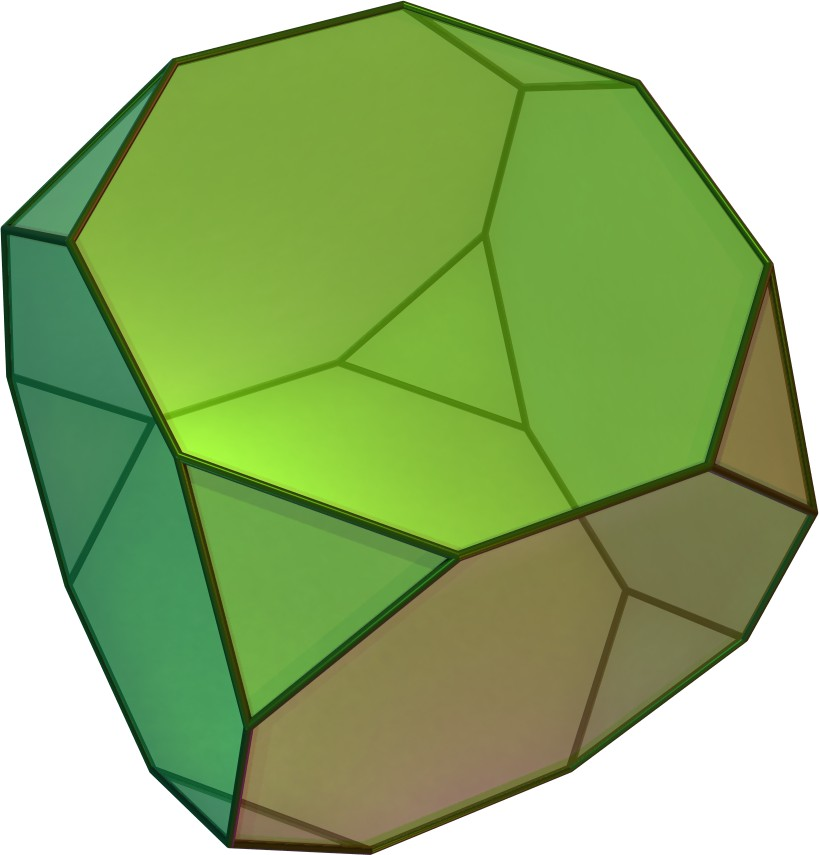
Hexaederstumpf 8 Dreiecke 6 Achtecke
Oktaederstumpf 6 Vierecke 8 Sechsecke
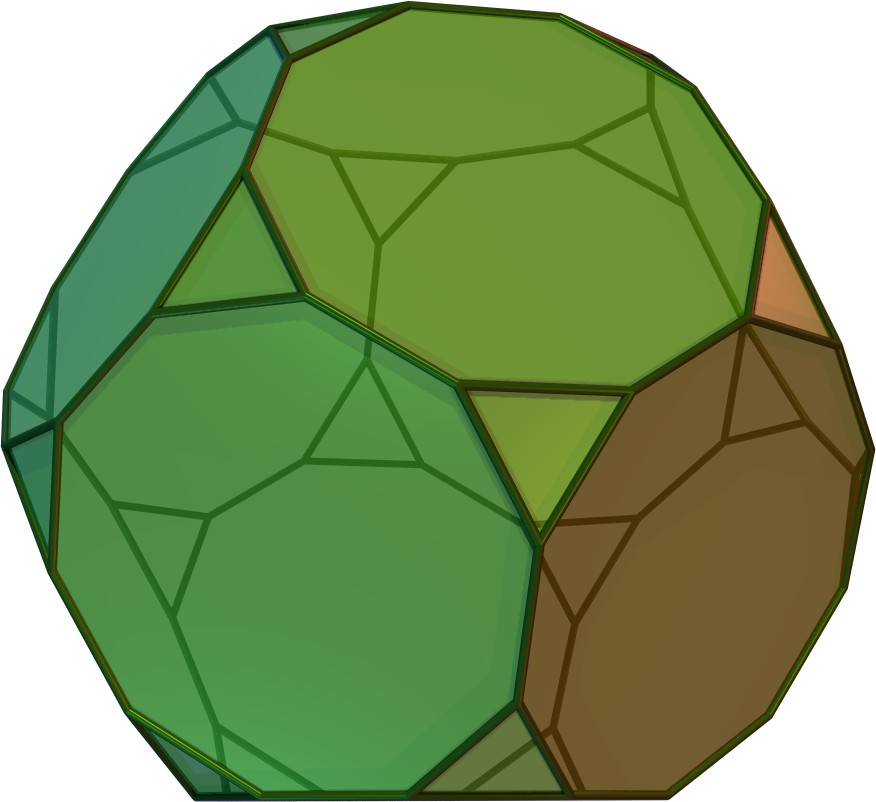
Dodekaederstumpf 20 Dreiecke 12 Zehnecke
Ikosaederstumpf (Fußballkörper) 12 Fünfecke 20 Sechsecke

In der Bilderreihe ist zuerst die Zahl und die Form der Schnittflächen, danach die Zahl und die veränderte Form der ursprünglichen Oberflächen vermerkt.
Archimedische Körper sind Beispiele für ziemlich regelmäßige Körper, bei denen Polygone verwendet werden, die zwar regelmäßig, aber von unterschiedlicher Seitenzahl sind.

### Sternkörper
Baut man Pyramiden auf den Seitenflächen auf, anstatt abzuschneiden, erhält man Sternkörper, wie das Sterntetraeder.
Verwendet man für die Pyramiden gleichseitige Dreiecke, hat man Beispiele für Polyeder, die vollständig aus gleichen Polygonen bestehen, bei denen aber unterschiedlich viele in den Ecken zusammenstoßen.

## Verallgemeinerung

3D-Projektion des 24-Zells

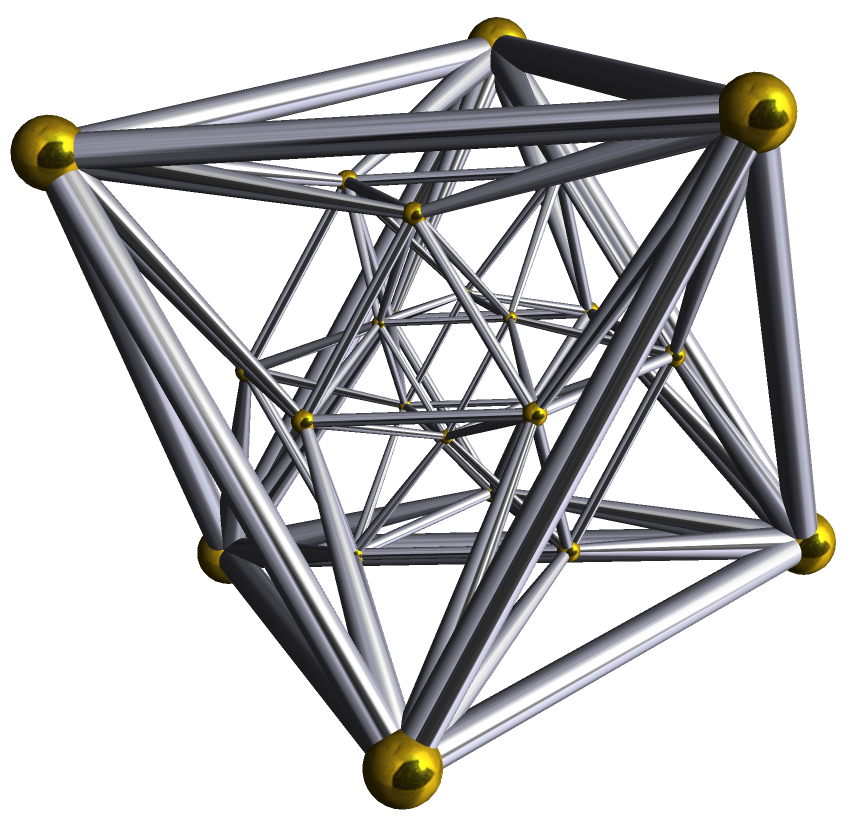
Schlegeldiagramm des 24-Zells

Der Schweizer Mathematiker Ludwig Schläfli bestimmte 1852 die {\displaystyle n}-dimensionalen Verwandten der platonischen Körper – allerdings blieb sein Werk lange unbeachtet. Es stellte sich heraus, dass es im 4-dimensionalen Raum zu jedem der fünf regulären 3-dimensionalen Körper (3-Polytope) eine 4-dimensionale Entsprechung, ein reguläres 4-Polytop, gibt, dessen „Oberfläche“ (3-dimensionaler Rand) aus einer Anzahl von „Zellen“ zusammengesetzt ist (jede Zelle ein reguläres 3-Polytop): das 5-Zell (Pentachoron) aus 5 Tetraedern, das 8-Zell (Tesserakt) aus 8 Würfeln, das 16-Zell (Hexadekachor) aus 16 Tetraedern, das 120-Zell (Hekatonikosachor) aus 120 Dodekaedern und das 600-Zell (Hexakosichor) aus 600 Tetraedern. Dann gibt es noch ein sechstes reguläres 4-Polytop: das 24-Zell (Ikositetrachor), das aus 24 Oktaedern zusammengesetzt ist.
Im 5-dimensionalen Raum – und auch in allen Räumen höherer Dimension – gibt es statt fünf oder sechs nur noch drei reguläre Polytope: als Simplex das Hypertetraeder, als Maßpolytop den Hyperkubus und als Kreuzpolytop dessen Dual, das Hyperoktaeder.

## Geschichte

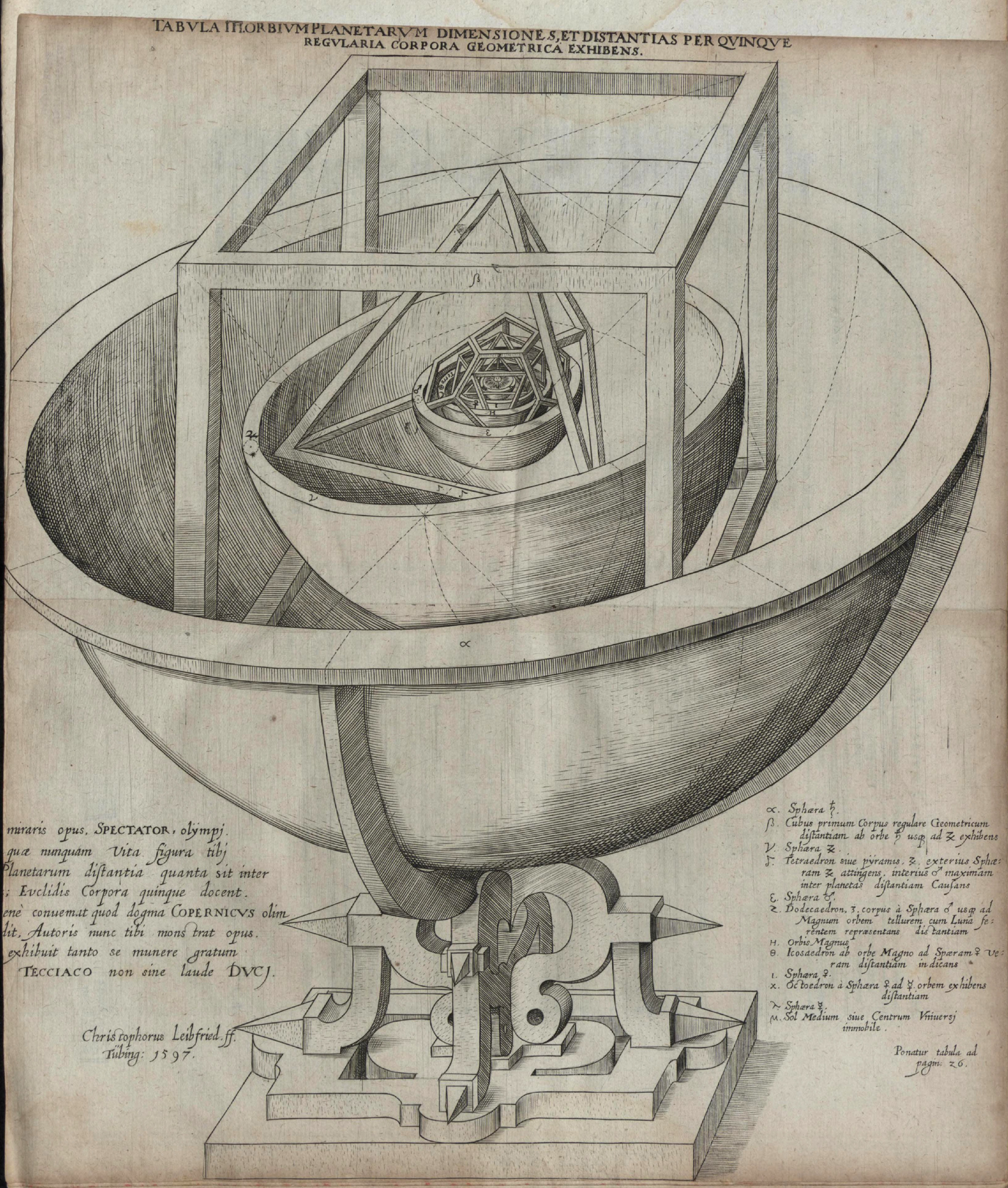
Modell des Sonnensystems in Keplers Mysterium Cosmographicum (1596)

Die platonischen Körper wurden seit der Antike studiert. Die Pythagoreer (6. Jahrhundert v. Chr.) unterschieden zumindest zwischen Tetraeder, Hexaeder und Dodekaeder. Das Oktaeder wurde möglicherweise noch nicht beachtet, weil es als Doppelpyramide angesehen wurde. Der Athener Theaitetos (415–369 v. Chr.) kannte auch Oktaeder und Ikosaeder. Er bewies, dass es nur fünf konvexe reguläre Polyeder geben kann.
Der griechische Philosoph Platon (ca. 427–347 v. Chr.), ein Zeitgenosse Theaitetos’, wurde der Namensgeber für die fünf Körper. In seinem Werk Timaios (Kap. 20, 53c4–55c6) beschrieb er sie ausführlich. Er band die platonischen Körper in sein philosophisches System ein, indem er sie (ausgenommen Dodekaeder) den vier Elementen zuordnete (Kap. 21, 55c7–56c7): Feuer stand für das Tetraeder, Luft für das Oktaeder. Das Ikosaeder wurde mit Wasser assoziiert, das Hexaeder mit Erde. Das Dodekaeder ließ sich nach dieser Theorie mit dem von Aristoteles postulierten fünften Element Äther (quinta essentia) gleichsetzen.
Euklid (360–280 v. Chr.) beschrieb die platonischen Körper im XIII. Buch seiner Elemente (§§ 13–17). Darin bewies er unter anderem, dass es genau fünf gibt (§ 18a). Hypsikles nahm im später angefügten „XIV. Buch“ (aus dem 2. Jahrhundert v. Chr.) einige Volumenberechnungen vor. Das „XV. Buch“ (aus dem 6. Jahrhundert n. Chr.) enthielt weitere Entdeckungen griechischer Mathematiker bezüglich der fünf regulären Körper.
Mit dem Aufkommen der Perspektive verarbeiteten mehrere Künstler die platonischen Körper in ihren Werken: Piero della Francesca, Leonardo da Vinci (Illustrationen zu Divina Proportione von Luca Pacioli), Albrecht Dürer, Wenzel Jamnitzer (Perspectiva Corporum Regularium, 1568).
Johannes Kepler gelang es (Mysterium Cosmographicum, 1596), die Bahnradien der sechs damals bekannten Planeten durch eine bestimmte Abfolge der fünf Körper und ihrer Innen- und Außenkugeln darzustellen. Diese Interpretation stimmte weitgehend mit den damals bekannten astronomischen Werten überein, entsprach aber tatsächlich keiner Gesetzmäßigkeit.

## Anwendungen

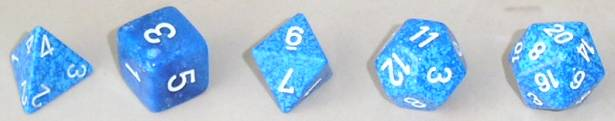
Die fünf platonischen Körper als Spielwürfel

Die auffällige Regelmäßigkeit macht die platonischen Körper auf vielerlei Art für den Menschen interessant.
- Manche platonischen Körper sind Lösungen des Problems von Thomson (nach Joseph John Thomson): Anschaulich gesprochen beschreibt dieses Problem, wie sich n Elektronen auf einer Kugeloberfläche verteilen, sodass die potentielle Energie durch ihr elektrisches Feld minimal wird.
- Zusätzlich zum klassischen, geometrischen Würfel, der leicht herzustellen ist und schon seit Jahrtausenden für Glücksspiele verwendet wurde, finden heute auch die anderen platonischen Körper (die ebenfalls als Würfel bezeichnet werden) Anwendung im Spiel, z. B. in Pen-&-Paper-Rollenspielen (siehe Spielwürfel). Die Voraussetzungen dazu sind eine physikalisch gleichmäßige Dichteverteilung – also homogenes Material – sowie die gleichartige Beschaffenheit aller Ecken und Kanten.
- Platonische Körper sind seit langem Objekte bildender Künstler. In der modernen Kunst hat sich vor allem M. C. Escher mit ihnen und ihnen ähnlichen regelmäßigen Körpern beschäftigt; auch Werke von Salvador Dalí thematisieren platonische Körper oder ihre Entfaltung.
- Platonische Polyeder spielen auch eine wichtige Rolle im Adventure-Spiel The Dig.

Die Dreiecke eines Ikosaeders, auf dem die Schutzhülle des Observatorium Rasad Khaneh basiert, sind rot dargestellt.

- Über den Verwendungszweck des römischen Pentagondodekaeders wird bis heute spekuliert.
- Rudolf von Laban konkretisierte seine raum-rhythmische Bewegungslehre (Choreutik) vorwiegend im Modell des Ikosaeders.
- Im Management von Teams könne man, laut einem Vorschlag von Stafford Beer, die platonischen Körper als Vorbild für Vernetzung bei Konzentration der Mitarbeiter auf ihre Themen verwenden. Jeder Mitarbeiter entspricht einer Kante, jedes Thema einer Ecke eines platonischen Körpers. Zu jedem Thema trifft man sich regelmäßig mit genau den Mitarbeitern, deren Kanten in dieser Themen-Ecke zusammenlaufen. So bearbeitet ein Mitarbeiter maximal zwei Themen gleichzeitig und kann sich gut konzentrieren. Auch bei großen Teams (z. B. Ikosaeder = 30 Mitarbeiter, 5 Mitarbeiter pro Thema, 12 Themen) sei somit gewährleistet, dass Ordnung herrscht. Beers Idee wurde am Managementzentrum Sankt Gallen aufgegriffen und eine darauf beruhende Methode namens Syntegrity vorgeschlagen.[33]

Auch in der Natur können sich vorhandene Regelmäßigkeiten als platonische Körper ausprägen.

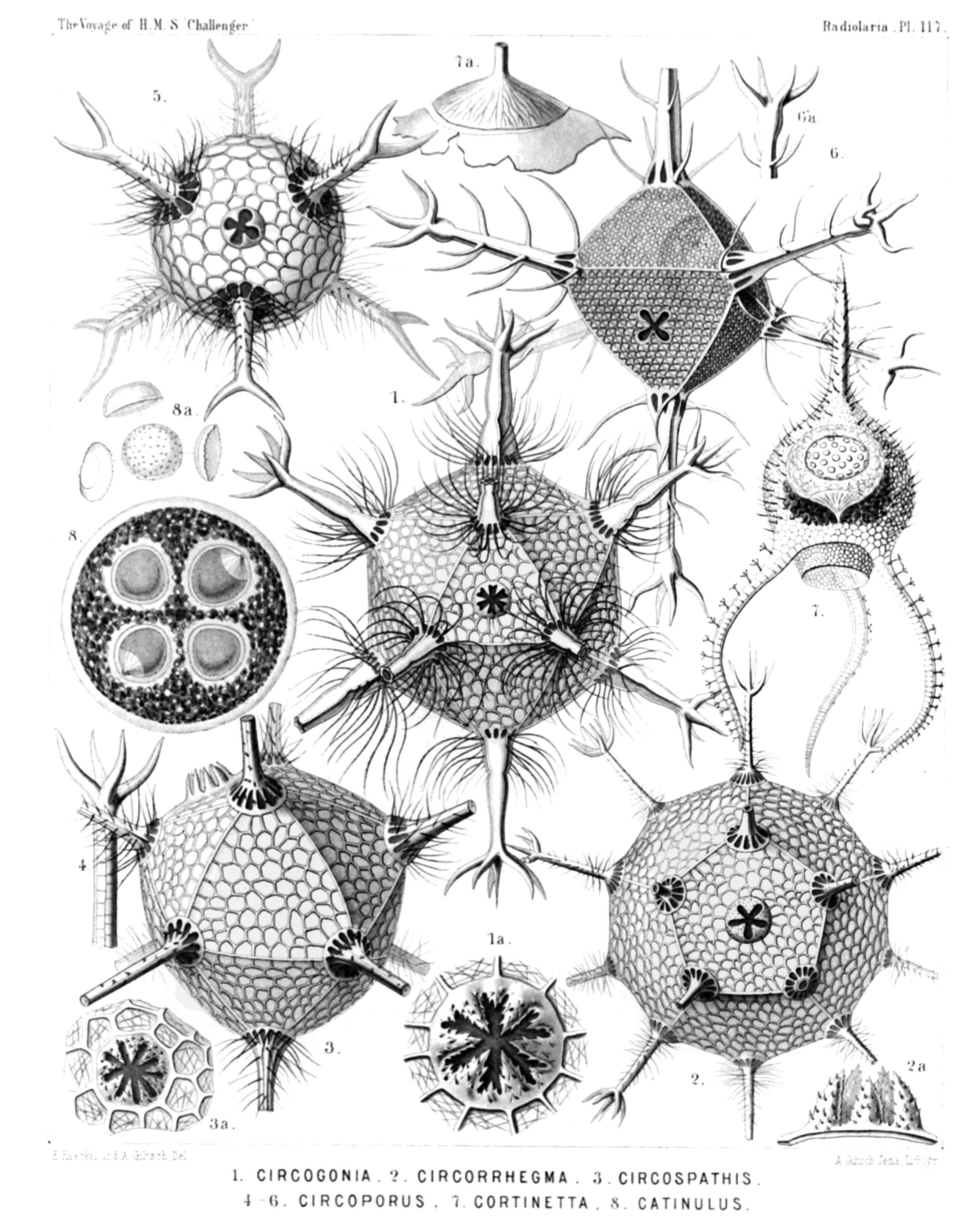
Polyedrische Formen, darunter auch platonische Körper der Radiolarien. Illustration von Ernst Haeckel (1834–1919).

- Die Anordnung der Wasserstoffatome bspw. im sp³-hybridisierten Methan-Hybridorbital entspricht einem Tetraeder.
- Tetraeder, Würfel und Oktaeder kommen in der Natur als (idealisierte) Kristalle vor; dodekaedrische und ikosaedrische Symmetrieelemente finden sich bei Quasikristallen.
- Exakte Dodekaeder kommen nicht als Kristalle vor. Kristalle bestimmter Mineralien, wie z. B. Pyrit, die äußerlich wie ein Dodekaeder aussehen, sind keine exakten Pentagondodekaeder, sondern verzerrt. Allerdings ist die Verzerrung mit dem bloßen Auge aus der Entfernung oft nicht wahrzunehmen. Aus der Nähe betrachtet erkennt man jedoch, dass diese Körper nicht aus regelmäßigen (sondern unregelmäßigen) Fünfecken geformt sind. Zum Beispiel bilden Natriumchlorid und Alaun, das beim Ausfällen mit gewissen anderen Stoffen dotiert ist, Würfelkristalle. Reines Alaun kristallisiert als Oktaeder. Dabei ist die Abgrenzung zwischen den einzelnen Formen nicht absolut, sondern die interne Symmetrie kann sich in unterschiedlichen Ausprägungen äußern. In der Mineralogie fallen alle die platonischen Körper Tetraeder, Würfel und Oktaeder sowie Rhombendodekaeder, Kuboktaeder und ihre Mischformen unter den Begriff kubisch. Nicht wenige Mineralien können dementsprechend mehrere dieser kubischen Formen annehmen. Dazu gehört zum Beispiel Pyrit, das sowohl als Würfel als auch als Oktaeder oder, wie oben beschrieben, als verzerrtes Dodekaeder vorkommt.
- Platonische Körper, im Speziellen das Ikosaeder, sind sehr häufig Strukturformen, wie sie bei Clustern (also kleinen Nanoteilchen) beobachtet werden.
- Einige der platonischen Körper werden von organischen Kohlenwasserstoffmolekülen gebildet (siehe platonische Kohlenwasserstoffe).
- Das Dodekaeder ist die kleinste mögliche Form der als Fullerene bezeichneten hohlen Kohlenstoffmoleküle.
- Das Proteinkapsid von Viren kann unterschiedliche Formen haben, zum Beispiel ikosaederförmig.
- Die Kalkskelette der Radiolarien haben sehr verschiedene Formen, darunter auch platonische Körper.